# Юріївка (Павлоградський район)
Ю́ріївка (до 2024 року — Юр'ївка) — селище в Україні, адміністративний центр Юр'ївської селищної громади Павлоградського району Дніпропетровській області, колишній центр Юр'ївського району. Населення за переписом 2001 року становить 2 533 особи.

## Географічне розташування
Селище розташоване за 102 км від обласного центру та 29 км від районного центру, на лівому березі річки Мала Тернівка, вище за течією на відстані 3 км розташоване село Жемчужне, нижче за течією примикає село Варварівка, на протилежному березі — село Бразолове. Селищем пролягають автошлях територіального значення Т 2107 та залізнична лінія Лозова — Синельникове I, станція Варварівка (за 5,7 км).
На північно-західній околиці селища річка Водяна впадає у річку Малу Тернівку.

## Історія
Селище засноване у другій половині XVIII століття. 1777 року місцевість, де лежало поселення Мала Тернівка, разом з людьми й землями дісталась у рангову дачу губернському діячеві, надвірному раднику Юрію Герсеванову, який і перейменував Малу Тернівку на Юр'ївку.
Юр'ївка була центром Юр'ївської волості Павлоградського повіту Катеринославської губернії
Станом на 1886 рік у селі мешкало 1173 особи, налічувалось 213 дворів, існували православна церква, школа, земська станція, земська станція, лавка.
Під час організованого радянською владою Голодомору 1932—1933 років померло щонайменше 300 жителів селища.
Радянські війська пішли з селища 10 жовтня 1941 року. Нацистські сили відійшли 18 жовтня 1943 року.
З 29 березня 2017 року — адміністративний центр Юр'ївської селищної громади. 
19 липня 2020 року, в результаті адміністративно-територіальної реформи та ліквідації Юрївського району, увійшло до складу Павлоградського району.
19 вересня 2024 року Верховна Рада підтримала перейменування села Юр'ївка на Юріївка. 26 вересня 2024 року перейменування набуло чинності.

## Населення

### Мова
Розподіл населення за рідною мовою за даними :
| Мова            | Кількість | Відсоток |
| --------------- | --------- | -------- |
| українська      | 2339      | 92.34%   |
| російська       | 159       | 6.27%    |
| ромська         | 26        | 1.03%    |
| білоруська      | 3         | 0.12%    |
| румунська       | 2         | 0.08%    |
| вірменська      | 1         | 0.04%    |
| німецька        | 1         | 0.04%    |
| інші/не вказали | 2         | 0.08%    |
| Усього          | 2533      | 100%     |

## Меморіальний комплекс
Пам'ятка розташована на вулиці Центральній, 67 в парку та містит дві братські могили радянських воїнів, де поховані 15 воїнів, які загинули у серпні 1942 року, 14 лютого та 18 вересня 1943 року в боях за селище Юр'ївка (воїни 128 окремої стрілецької бригади, 207-ї стрілецького полку 244-ї стрілецької дивізії та 115 окремої гвардійської мінометної дивізії).
У братській могилі партизан і підпільників, поховані 18 осіб, які були страчені фашистами в 1943 році.
Пам'ятник воїнам-односельцям (скульптура «Воїн з каскою») увічнені 112 воїнів односельців, які загинули на фронтах Другої світової війни та дві стели, на яких розміщені меморіальні дошки.
У 1958 році біля могил було встановлено пам'ятник, залізобетонна скульптура «Воїн з каскою» заввишки 3,74 м.
У 1967 році, на честь 50-річчя Жовтневого перевороту, тут же були встановлені дві стели. Ліворуч стела з меморіальними дошками, на яких увічнені прізвища воїнів-односельців, які загинули на фронтах Другої світової війни й воїнів, які загинули при визволенні селища Юр'ївка, партизан-підпільників та сім'ї командира-підпільника Мусієнка Григорія Гавриловича, страченої фашистами. Також на стелі ліворуч зображено орден Великої Вітчизняної війни. Стела за пам'ятником з написом та барельєфним зображенням облич воїнів.
У 1987 році, на прохання доньки Дробжевой Антоніни Дмитрівни, відбулося перепоховання Героя Радянського Союзу Д. П. Запорожченка до цієї пам'ятки.
У 1988 році проведено перепоховання останків воїнів з «Групи могил: дві братські могили радянських воїнів» № 698, які загинули у вересні 1943 року при визволенні села Жовтневе. В тому ж 1988 році проведена реконструкція пам'ятки, внаслідок якої могили виділили однією могилою. Площа під пам'яткою 11×15,5 м.

### Персоналії
1. Гребеник В. А. (загинув 1943 року, похований в братській могилі № 723 біля суду)
2. Майор Комаров (загинув 1941 р.)
3. Старший лейтенант Манилов Василь Степанович (20.09.1943 р.)
4. Молодший лейтенант Хухуа Іпполіт Ітенгазович (18.09.1943 р.)
5. Старший сержант Мальцев Костянтин Олександрович (27.09.1943 р.)
6. Сержант Панков Іван (1943 р.)
7. Сержант Чинков Захар Денисович (26.09.1943 р.)
8. Рядовий Запальський Спиридон Афанасійович (21.09.1943 р.)
9. Рядовий Нифонтов Андрій Пантилейович (19.09.1943 р.)
10. Рядовий Чередніченко Н. Ф. (1943 р.)
11. Рядовий Чумак Ілля Пантелійович (27.09.1943 р.)
12. Молодший лейтенант Гусаченко Дмитро Захарович (25.02.1943 р.)
13. Сержант Пилипенко Іван Прокопович (18.02.1943 р.)
14. Рядовий Бабин Олексій Дмитрович (23.02.1943 р.)
15. Рядовий Єрмаков Яків Фомич (лютий 1943 р.)
16. Рядовий Козаченко Микола Федорович (17.02.1943 р.)
17. Рядовий Ляльков Іван Семенович (24.02.1943 р.)
18. Рядовий Чернашков Іван Аліпович (13.08.1942 р.)

Партизани:
1. Андрущенко Григорій Мефодійович (20.03.1943 р.)
2. Онопченко Н. М. (1941 р.)
3. Ситник Дем'ян Степанович (05.12.1941 р.)
4. Чумак Микола (1943 р.)

Увічнена сім'я Мусієнко Григорія Гавриловича страчена фашистами: мати шести дітей Мусієнко Лідія Миколаївна (1909—1943); Мусієнко Оля 1929 р.н. — 14 років; Мусієнко Толя 1934 р.н. — 9 років; Мусієнко Вітя 1938 р.н. — 5 років; Мусієнко Люда 1940 р.н. — 2,5 роки; Мусієнко Льоня 1942 р.н. — 3 місяці.

### Меморіальні тексти на могилі
- «Вечная память воинам 12-й армии павших при освобождении сел Октябрьского сельского совета» (рос.)
- «Герой Советского Союза гвардии старшина Запорожченко Дмитрий Павлович (15.09.1907—21.04.1980)» (рос.)
- «Грядущим поколениям от благодарных потомков тех кто погиб защищая нашу Родину» (рос.)

Стела за пам'ятником з написом «Никто не забыт, ничто не забыто».
Поховання та територія пам'ятки упорядковані.

## Економіка
- КП «Комунальник».
- ТОВ СП «Агросфера».
- ПП «ВАП».

## Об'єкти соціальної сфери
У селищі є професійно-технічне училище № 81, Юр'ївська загальноосвітня школа, дитячий дошкільний навчальний заклад, центральна районна лікарня, центр первинної медико-санітарної допомоги, будинок культури, бібліотека.

## Постаті
- Василенко Станіслав Кузьмич (* 1940) — генеральний директор ВАТ «Укртранснафта», почесний громадянин міста Кременчука.
- Пономаренко Євген Володимирович (1986—2015) — солдат Збройних сил України, учасник російсько-української війни.